# Кабакчі Андрій Михайлович
Кабакчі Андрій Михайлович (07(20).01.1915, м. Оренбург, Оренбурзька губернія, Російська імперія — 04.10.2001, Москва, Росія) — фахівець у галузі хімічного і радіаційного захисту.

## Біографія
Доктор хімічних наук (1962), професор. (1968). Учасник Другої світової війни. Державні та бойові нагороди. Закінчив Військову академію хімічного захисту (Москва, 1940). Працював у Головному військово-хімічному управлінні Червоної армії (1944–1946); Військовій академії хімічного захисту (1946–1948); Центральному науково-дослідному воєнно-технічному інституті (1948–1949); Центральному НДІ № 12 МО СРСР (1950–1962; усі — Москва); Інституті фізичної хімії АН УРСР (Київ): 1962–1976 — організатор і 1-й зав. відділу радіаційної хімії та водночас 1965–1966 — заст. директора з наукової роботи (за сумісництвом викладав у Київському університеті); НДІ гігієни (Москва, 1976–1981).
Наукові праці присвячені радіаційній хімії полімерів та хімічній дозиметрії іонізуючих випромінювань. Створив рідинний біхроматний дозиметр («дозиметр К.»), а також дозиметри на основі забарвлених і незабарвлених полімерних плівок. Досліджував дію різних видів іонізуючого випромінювання на полімери та гетерогенні системи. Під його керівництвом розроблено та впроваджено у виробництво технологію радіаційно-хімічного модифікування полімерів на Броварському заводі пластмас (Київська область).

## Праці
- Пути развития радиационной химии // УХЖ. 1962. Т. 28, вып. 8;

- Химическая дозиметрия ионизирующих излучений. К., 1963 (співавт.);

- Радиационная модификация полимерных материалов. К., 1969 (співавт.);

- Опытно-промышленный участок радиационного модифицирования полиэтиленовых изделий // Пластмассы. 1972. № 12 (співавт.);

- Распределение поглощенной дозы гамма-излучения в гетерогенных системах. Сообщение 1. Определение потоков фотонов и электронов // Химия высоких энергий. 1972. Т. 6, № 2 (співавт.);

- Радиолиз полислоев антрацена на поверхности твердых тел // Там само. 1973. Т. 7, № 6 (співавт.).